# Аверн Сен Гургон
Аверн Сен Гургон (фр. Avernes-Saint-Gourgon) насеље је и општина у северној Француској у региону Доња Нормандија, у департману Орн која припада префектури Аржантан.
По подацима из 2011. године у општини је живело 68 становника, а густина насељености је износила 5,61 становника/km². Општина се простире на површини од 12,13 km². Налази се на средњој надморској висини од 242 метара (максималној 234 m, а минималној 121 m).

## Демографија
| 1962. | 1968. | 1975. | 1982. | 1990. | 1999. | 2011. |
| ----- | ----- | ----- | ----- | ----- | ----- | ----- |
| 117   | 120   | 78    | 72    | 55    | 63    | 68    |

График промене броја становника у току последњих година